# Partit X
El Partit X és un partit polític actiu a Espanya, que té l'objectiu de retornar la sobirania i el poder a les persones. El partit va ser fundat el gener de 2013 i a les eleccions al Parlament Europeu de 2014 es van presentar amb un únic punt al seu programa: «la democràcia i punt».
El Partit X ha estat catalogat per nombrosos investigadors i periodistes especialitzats com un "antipartit". Els seus propis membres han declarat públicament que es tracta d'un projecte de naturalesa experimental destinat a buscar solucions innovadores, validar hipòtesis i obrir l'espai electoral a noves formes de participació política.
A les eleccions europees de 2014, el Partit X va obtenir 100.115 vots malgrat no haver obtingut gairebé cobertura mediàtica durant la campanya electoral. En resposta a aquesta experiència, el partit va publicar un informe on avaluava la seva participació. El partit X va deixar d'estar actiu en l'àmbit electoral el 2015 anunciant-se com en latència, sense tenir plans de tornar-se a presentar a eleccions en un període indefinit.

## Història
Durant el mes de maig de 2011 van haver-hi manifestacions arreu de l'Estat per demanar una democràcia real. Aquells esdeveniments es van conèixer com el 15M, a causa del dia que es va produir la primera acampada a la Puerta del Sol de Madrid, un 15 de maig. Partit X és un partit polític sorgit d'aquell moviment ciutadà. Creat el gener de 2013, va fer el seu primer acte públic l'octubre d'aquell mateix any, presentant-se a diverses ciutats de l'estat (Barcelona, Saragossa, Palma, Màlaga, Granada, Madrid i Sevilla). Des de llavors han anat guanyant protagonisme progressivament en l'escena política espanyola.